# Tudeh
El Partit Tudeh de l'Iran (persa: حزب توده ایران, Hezb-e Tudeh Iran) és un partit comunista iranià que es va fundar l'any 1941. El seu nom significa "Partit de les Masses de l'Iran". Tenia relacions estretes amb el Partit Comunista de la Unió Soviètica. El seu inspirador i líder espitirual fou Taqi Arani, mort a la presó el 1940. Tudeh fou il·legalitzat el 1949 després d'un atemptat contra Mohammad Reza Pahlavi, però continuà sent un partit polític important a l'Iran fins al cop d'estat de l'any 1953 contra l'aleshores primer ministre Mohammed Mossadegh.

## Història
El Partit Comunista de l'Iran es va fundar el juny de 1920 a Bandar-e Anzali, a la província de Gilan, arran del primer congrés de socialdemòcrates iranians. Heidar Amou Oghly, que va ser un dels líders de la Revolució Constitucional de l'Iran, es va convertir en el secretari general del nou partit. Al mateix temps, Mirza Koochak Khan Jangali, un altre líder important de la Revolució Constitucional i també líder del revolucionari Jangali (Moviment Forestal), va establir la República Soviètica de Gilan amb l'ajuda de l'Exèrcit Roig de la Unió Soviètica.
Amb la derrota de la recentment formada República Soviètica de Gilan i del Partit Comunista, l'activitat comunista i socialdemòcrata va tornar a passar a la clandestinitat. A principis de la dècada de 1920, la dinastia Qajar finalment es va esfondrar i Reza Shah va ascendir al tron el 1925, establint la dinastia Pahlavi. El nou Sha va introduir moltes reformes, com limitar el poder del clergat xiïta, però també va establir una dictadura autoritària.
Durant els anys vint, el partit organitzà nombroses vagues i mobilitzacions, però la ferotge repressió el va fer gairebé desaparèixer durant una dècada fora de les presons.

### Fundació del Tudeh
La invasió aliada britànica-soviètica de 1941–42 va acabar amb el regnat de Reza Shah i el seu forçat exili a Sud-àfrica. Molts presos polítics van ser alliberats posteriorment i, sota aquesta nova atmosfera, els grups nacionalistes i socialistes van tornar a sorgir. Iraj Iskandari i els seus col·legues més propers van decidir formar un partit marxista-leninista apel·lant a les grans masses. Van fundar el partit Tudeh el 29 de setembre de 1941, elegint Soleiman Mohsen Eskandari com a president.
El 1944 el partit obtingué 8 membres escollits al Majlis (Assemblea Nacional), i la seva influència esdevingué creixent. Tudeh va adoptar una ferma posició a favor dels drets de les dones, a partir del 1943. Això incloïa defensar la igualtat salarial per igual treball, dos mesos de permís de maternitat per a les treballadores i, defensar els drets socials de les dones, incorporant bona part del movimentde dones existent de caràcter socialista.
A partir d'aquest moment, el partit va créixer immensament i es va convertir en una de les principals forces de la política iraniana. A principis de 1945, el partit havia aconseguit crear la primera organització de masses de la història de l'Iran. Els registres policials van revelar més tard que tenia aproximadament 2.200 membres en el seu nucli dur - 700 d'ells a Teheran - 10.000 persones simpatitzants en les seves organitzacions juvenils i de dones i 100.000 persones simpatitzants en els seus sindicats de treballadors i artesans. El diari Rahbar (líder) comptava amb una difusió de més de 100.000 exemplars, el triple que el "diari semioficial" Ettela'at. L'ambaixador britànic Reader Bullard la va anomenar l'única força política coherent del país i el New York Times la va estimar i els seus aliats podrien guanyar fins al 40% dels vots en unes eleccions justes.

### Govern Mossadeq
El partit va tenir un paper important, tant directament com indirectament, durant l'era fonamental de la història iraniana, que va començar amb la nacionalització de la British Anglo Iranian Oil Company (AIOC) de 1951, i va acabar amb el derrocament de Mohammed Mosaddegh el 1953 per un cop d'estat dirigit per la CIA.
La política del partit va fluctuar, primer assumí una posició més maximalista atacant Mosaddegh, impulsant vagues i mobilitzacions socials contra els baixos salaris i els mals habitatges i els retards en la nacionalització de la indústria petroliera. Després, però, canvià per a donar-li suport. El 15 d’agost de 1952 es va frustrar un intent de cop d’estat contra Mosaddeq gràcies en part a la informació que va descobrir la xarxa militar TPMO de Tudeh. Després de l'explosió del suport popular a Mosaddeq al carrer que molts membres del partit van poder veure de primera mà la popularitat de Mosaddeq, i el partit li passà a donar suport.
Mosaddeq va aprofitar l’aixecament per establir un govern d’emergència, que li va permetre saltar-se el Majles (l'Assemblea) i també instaurar reformes socialistes. Truman rebutjà les demandes d'enderrocar Mossadegh de Clement Attlee i Winston Churchill, indignats per la nacionalització del petroli. Seria a partir de l'ascens de Dwight Eisenhower que els EUA passarien a donar suport a una nova operació de cop d'estat.

#### Cop d'estat de 1953
El 1953, la CIA nord-americana i els agents d'intel·ligència britànics van començar a tramar per derrocar Mosaddeq en un cop d'estat, en gran part a causa del temor que "l'augment de les tensions internes i el deteriorament continu ... poguessin provocar la ruptura de l'autoritat governamental i l'obertura el camí per a una assumpció gradual de control per part de Tudeh". El Tudeh també va percebre que podria arribar un cop d'estat i va crear "cèl·lules d'avantguarda" que, juntament amb el TPMO, "van identificar instal·lacions militars clau, dipòsits de l'exèrcit i centres de comandament i control a la capital" Teheran "per reaccionar violentament a qualsevol intent de cop d'estat.
El 19 d'agost, un cop d'estat va derrocar Mosaddeq per Fazlollah Zahedi. El cop va ser un esdeveniment important a la història del Tercer Món i del segle XX i es discuteix quina part és atribuible a suborns pagats per la CIA i quina a la insatisfacció interna d'elements del poder amb Mossadeq. Finalment Mohammad Reza Pahlavi va acabar assumint poders dictatorials i va prohibir la majoria de grups polítics, inclòs el Front Nacional de Mossadegh, que juntament amb el Partit Tudeh, continuaven funcionant clandestinament.
Després del cop d'estat les detencions massives, la destrucció de la seva organització i l'execució d'entre 40 i 50 líders després del cop van delmar el Tudeh. Entre 1953 i 1957, les forces de seguretat iranianes que utilitzaven "la força bruta, juntament amb el trencament del codi criptogràfic - probablement amb el ajut de la CIA - ... van rastrejar i trobar 4.121 membres del partit". Això constituïa quasi tota l'estructura clandestina del Tudeh i "més de la meitat dels membres del partit". La infiltració militar de Tudeh mitjançant la xarxa TPMO fou també desmantellada, sumava 477 membres a les forces armades, "22 coronels, 69 majors, 100 capitans, 193 tinents, 19 suboficials i 63 cadets militars".
La detenció i l'execució de Khosro Roozbeh el 1957 o 58 va significar la fi d'aquesta etapa.

### Dictadura del Shah Pahlavi
Els anys 1960 i 1965, el partit es va enfrontar diverses escissions, la primera dels sectors pro-xinesos, la segona entre el corrent principal de l'organització i la facció escindida, que defensava una lluita violenta contra el govern armant les tribus del sud de l'Iran. Van passar tres anys abans que es restablís la unitat del partit. Les restes d’aquesta facció es coneixen com a Partit Laborista de l’Iran.
El 1966, diversos membres del partit, inclosos Ali Khavari i Parviz Hekmatjoo del Comitè Central, i Asef Razmdideh i Saber Mohammadzadeh, van ser arrestats i condemnats a mort. Això va provocar protestes internacionals i vagues de fam a Europa que van obligar el govern a reduir les condemnes a cadena perpètua. Aquests esdeveniments van crear molta simpatia internacional per la lluita obrera a l'Iran i van ajudar a unificar el partit després de l'escissió. A partir d’aquest moment, el partit Tudeh s’estableix com un dels moviments clandestins més forts i ajuda a obrir el camí a la propera revolució iraniana del 1979.

### Revolució de 1979 i república islàmica
Després de la revolució de 1979 inicialment va donar suport a Ruhollah Khomeini, seguint la posició de la Unió Soviètica, mentre altres grups d'esquerres més radicals passaven a la clandestinitat a mesura que els clergues anaven assumint el poder i modelant l'estat segons la llei islàmica. Finalment la repressió arribà al Tudeh el 1982. El govern islamista de l'Iran havia tancat el diari Tudeh i havia depurat els membres de Tudeh dels ministeris governamentals. Segons l'arxiu Mitrokhin, Vladimir Kuzichkin, un agent del KGB estacionat a Teheran, havia desertat al Regne Unit el 1982 amb la informació sobre tots els membres rellevants del Tudeh a Iran. L’MI6 va utilitzar aquesta informació i va compartir la informació amb la CIA. La seva informació va ser compartida amb el govern iranià per la CIA, que estava cortejant secretament l'Iran, com a part de l'afer Iran-Contra.
En poc temps el govern islamista va detenir i empresonar la seva direcció i més de 10.000 membres del partit. Durant el febrer de 1983, els líders del partit Tudeh van ser arrestats i el partit es va dissoldre, deixant l'Iran efectivament un estat de partit únic. Entre els detinguts hi havia diversos oficials, destacats entre ells l'almirall Bahram Afzali, comandant de la marina iraniana. Aquestes detencions van acabar amb l'aliança entre el partit Tudeh i el clergat governant de l'Iran i el partit es va esfondrar.
Molts dels seus militants foren sotmesos a presó, tortures i execucions. Des de l'1 de maig de 1983 fins al maig de 1984 part de la direcció de Tudeh va aparèixer en vídeos, primer individualment i després conjuntament en una "taula rodona" d'octubre de 1983, confessant "traïció", "subversió", "crims horrors", lloant l'islam i proclamant la superioritat del govern de l'Islam sobre el marxisme-leninisme ateu. Altres dirigents com Taqi Keymanash i 13 membres més del comitè central van morir a la presó durant els interrogatoris. Diplomàtics i funcionaris britànics van donar suport a la repressió de l'Iran i fins i tot van fer broma sobre les tècniques de tortura de l'Estat utilitzades per extreure les confessions, en uns moments que el govern de Thatcher volia afavorir el règim iranià.
Centenars de presoners polítics de Tudeh van morir durant les execucions de presos polítics iranians de 1988, en els quals van ser executats milers de presoners dels Mojahedin i altres forces d'esquerres.
Malgrat la repressió, el partit ha aconseguit sobreviure. Encara que des de la Revolució iraniana el partit està oficialment prohibit a l’Iran i les persones afiliades a grups comunistes o socialistes corren el risc de ser empresonades, els membres actius s’han mantingut i continua funcionant com una organització política clandestina. Actualment la direcció del partit es troba a l'exili. El partit ha criticat tant el "règim teocràtic autoritari", la seva legislació electoral i la repressió i les mesures antisocials i antiobreres del govern, com també els atacs nord-americans contra Iran.